# Dukisis Plakiendias
Dukisis Plakiendias (gr: Δουκίσσης Πλακεντίας) – stacja metra ateńskiego na linii 3 (niebieskiej). Została otwarta 28 lipca 2004. Stacja znajduje się na terenie gminy Chalandri. Jest to również stacja kolei podmiejskiej Proastiakos na trasie Lotnisko – Kiato. Położona jest w pobliżu Atiki Odos, autostrady stanowiącej obwodnicę Aten.